# Ilybius biguttulus
Ilybius biguttulus är en skalbaggsart som först beskrevs av Ernst Friedrich Germar 1824.  Ilybius biguttulus ingår i släktet Ilybius och familjen dykare. Inga underarter finns listade i Catalogue of Life.